# Relations entre le Ghana et l'Union européenne
Les relations entre le Ghana et l’Union européenne reposent sur l’accord de Cotonou qui prévoit un dialogue politique, commercial, de développement, en matière de gouvernance et les droits de l'homme.

## Sources

## Compléments